# Anthomyces
Anthomyces is een geslacht van roesten uit de familie Raveneliaceae. De typesoort is Anthomyces brasiliensis.

## Soorten
Volgens Index Fungorum telt het geslacht drie soorten (peildatum juli 2023):
| Soortnaam               | Auteur(s) | Publicatiejaar |
| ----------------------- | --------- | -------------- |
| Anthomyces alpinus      | Grüss     | 1927           |
| Anthomyces brasiliensis | Dietel    | 1899           |
| Anthomyces primigenius  | Grüss     | 1931           |